# ISKO
ISKO is als onderdeel van SANKO Group de grootste fabrikant van denim ter wereld. Met een fabriek van 300.000 m2 produceert ISKO meer dan 250 miljoen meter denim per jaar. ISKO ontwikkelt naast nieuwe stoffen ook innoverende technieken voor het milieuvriendelijk produceren van denim. De stoffen van het denimbedrijf worden op grote schaal verkocht in meer dan 30 landen. Het hoofdkantoor van ISKO is gevestigd in Bursa, Turkije.

## Geschiedenis

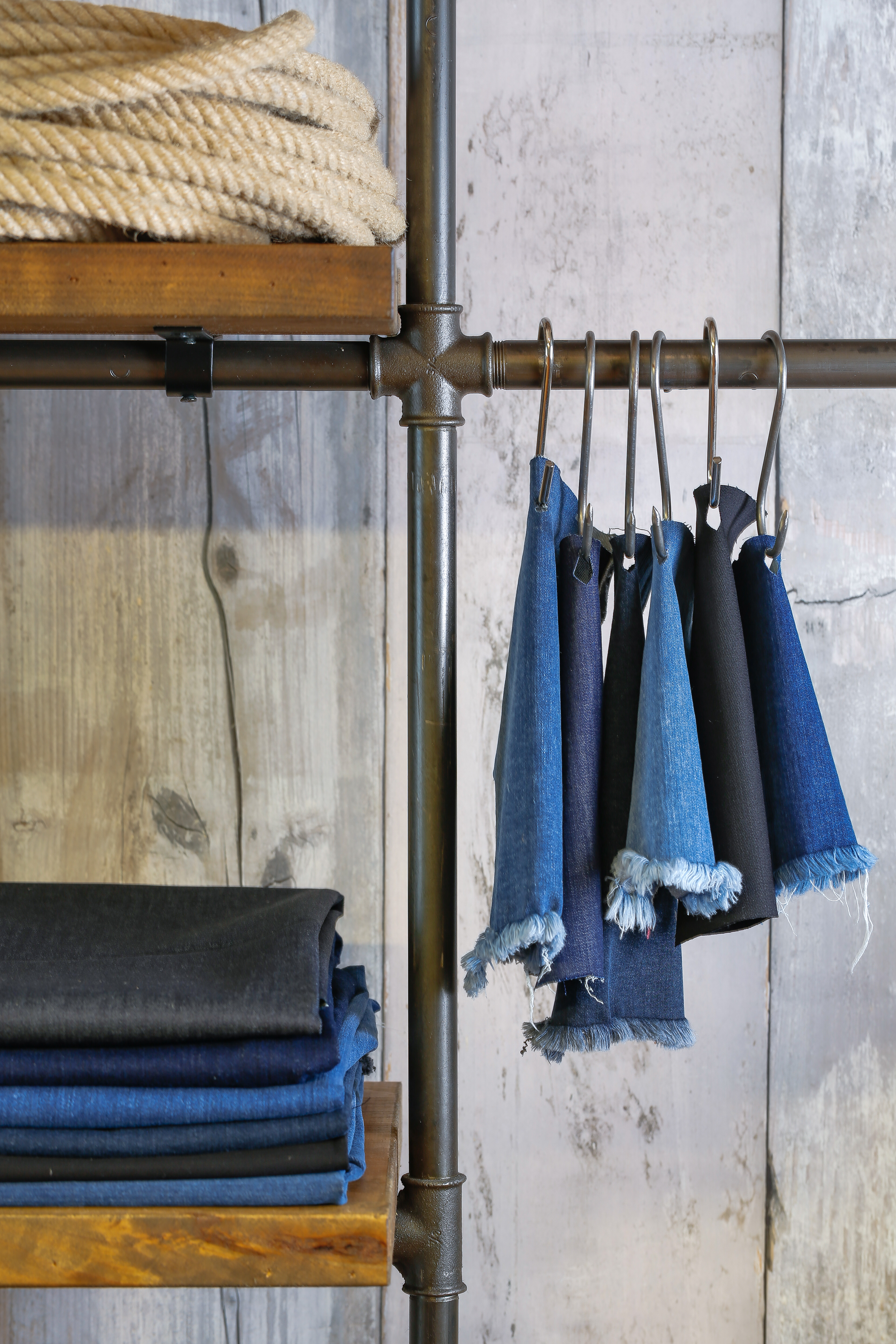
Jaarlijks ontwikkelt ISKO een groot aantal unieke denimstoffen met oog op het milieu

### Sanko Group
ISKO is onderdeel van SANKO Tekstil, het dochterbedrijf van SANKO Group. SANKO Group is een multinationale corporatie, opgericht door de Konukoglu familie. Het bedrijf is in een groot aantal sectoren actief, waaronder bouw, energie, gezondheidszorg en educatie. Hiermee is het een van de grootste corporaties van Turkije. Duurzaamheid speelt een belangrijke rol binnen verschillende sectoren van SANKO Group. Zo wordt geïnvesteerd in duurzame energie, waaronder waterkracht en windenergie. Daarnaast zet het zich in voor milieubescherming en goede doelen, waaronder scholen, ziekenhuizen en arme families. Ook heeft de corporatie in 2013 een universiteit geopend in de Turkse plaats Gaziantep, genaamd Sanko University. Deze universiteit is gespecialiseerd in onderzoek op het gebied van medische wetenschap en gezondheidswetenschap. Sanko University bevat drie faculteiten: geneeskunde, gezondheidswetenschap en tandheelkunde. De Universiteit neemt deel aan het Erasmus uitwisselingsprogramma en heeft nauwe verbanden met een groot aantal universiteiten in verschillende landen.

### ISKO
SANKO Tekstil is in 1904 opgericht door Sani Konukoğlu als onderdeel van SANKO Group. Sani Konukoglu startte het bedrijf met een handweefgetouw. In 1926 groeide het bedrijf door de aanschaf van nieuwe weefgetouwen. In 1943 waren meer familieleden van de Konukoğlu familie actief betrokken bij het bedrijf, waaronder de kleinzoon van Sani. Hierdoor kon SANKO Tekstil nog verder groeien. In 1963 is het begonnen met het produceren van katoen met moderne machines. Door deze grote groei is ISKO in 1983 opgericht als gespecialiseerd dochterbedrijf in denim. In 1989 opende ISKO de huidige fabriek met een grootte van 300.000 m2. Hiermee werd ISKO ’s werelds grootste denimproducent, gevestigd in één fabriek. De fabriek heeft een capaciteit van 250 miljoen meter denim per jaar. Tot op de dag van vandaag wordt het doorgezet als familiebedrijf. Anno 2019 wordt ISKO gerund door Fatih Konukoğlu, Abdülkadir Konukoğlu en Zekeriye Konukoğlu.

## Duurzaamheid en milieu
Vanwege de grote positie binnen de denimindustrie, zet ISKO zich actief in voor milieu en duurzaamheid. CEO Fatih Konikoglu spreekt zijn verantwoordelijkheid namens het bedrijf uit om goede keuzes te maken op het gebied van duurzaamheid en milieu. Als grootste denimfabrikant is hij zich ervan bewust dat de keuzes die worden gemaakt ook daadwerkelijk een impact hebben op het milieu. Daarom wil hij hierin een verschil maken. Op verschillende gebieden worden maatregelen genomen die bijdragen aan het milieu en goede doelen.

### Duurzaamheid
Om de impact op het milieu vast te stellen, heeft ISKO alle producten afzonderlijk onderzocht. Hierbij is gekeken naar beginproducten, processen en de levensloop van de eindproducten. Vervolgens is vastgesteld waar andere keuzes gemaakt konden worden om zo milieuvriendelijk mogelijk te werk te gaan. Alle informatie die is verzameld bij dit proces, is vastgelegd in officiële documenten die klanten een eerlijk overzicht bieden.
Ook zijn er stoffen ontwikkeld die zo lang mogelijk meegaan. Zo zijn er stoffen die hun vorm behouden, waardoor producten minder gewassen hoeven te worden. Dit bespaart water en zorgt voor een langere levensduur van de spijkerbroek. Daarnaast zijn er stoffen op de markt gebracht die hun kleur zo lang mogelijk behouden en daardoor minder snel vervangen hoeven worden.

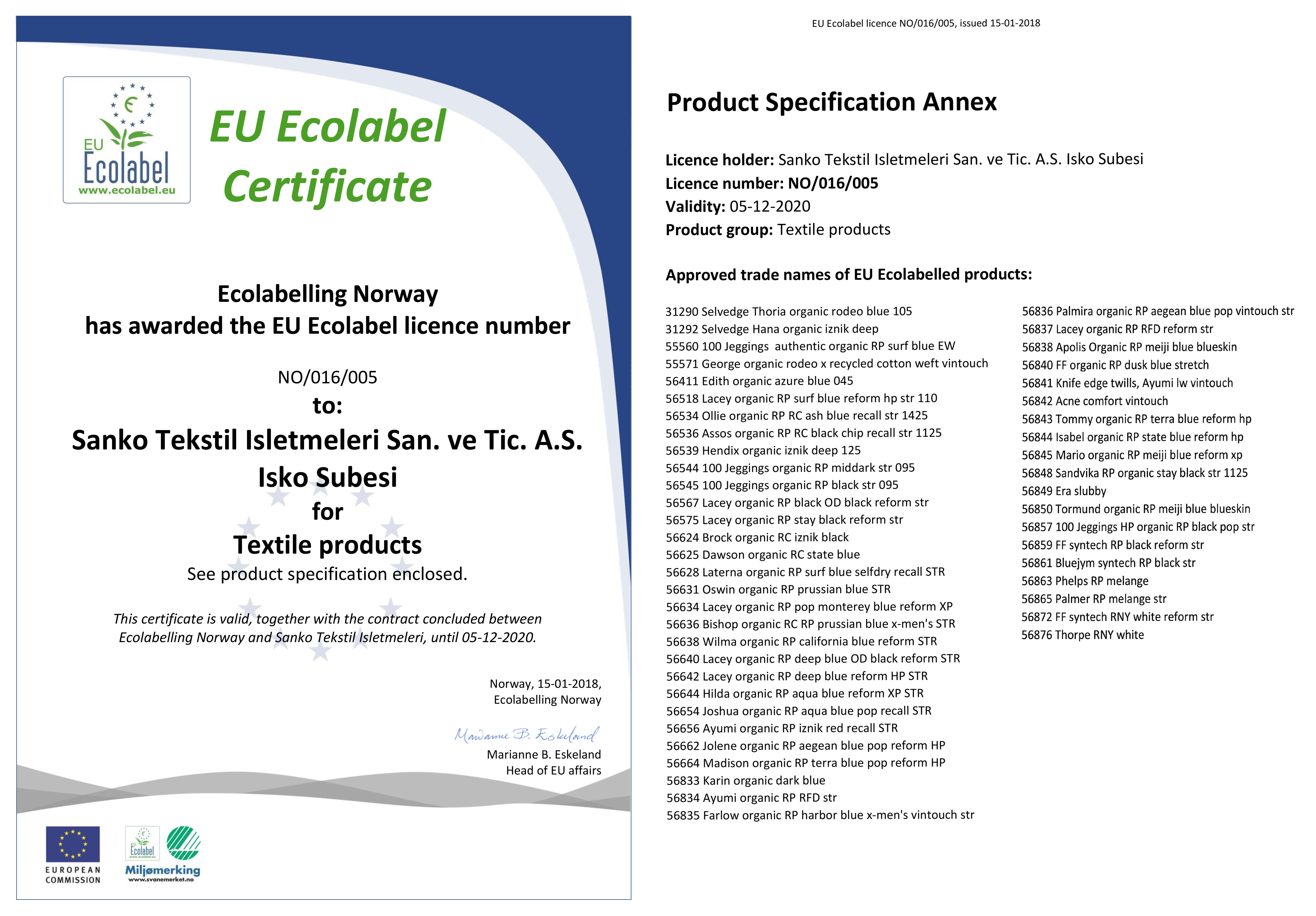
EU Ecolabel ISKO

### Milieu
Naast duurzaamheid, zijn er maatregelen getroffen om milieuvervuiling zo veel mogelijk tegen te gaan. Bij de productie van stoffen wordt er bijvoorbeeld voor gezorgd dat de eigenschappen van de basismaterialen al overeenkomen met de eisen van het gewenste eindproduct. Zo worden voor zachte spijkerbroeken ook zachte draden gebruikt, zodat er geen chemische stoffen meer nodig zijn bij de verdere verwerking. Ook is het initiatief ISKO Earth Fit opgezet om milieuvriendelijke basismaterialen te gebruiken. ISKO Earth Fit biedt vernieuwde denimstoffen die onder andere gemaakt zijn van gerecycled katoen en gerecycled polyester van PET-flessen.
Een ander groot aandachtspunt op het gebied van milieuvriendelijk produceren is het besparen en recyclen van water tijdens de productie. Sinds 2016 is het waterverbruik bij afwerkingstechnieken teruggebracht naar 280.000 ton. Het water dat bij de productie gebruikt wordt, wordt gezuiverd om het opnieuw te kunnen gebruiken. Tijdens de productie zelf worden de warmte en hitte die vrijkomen gebruikt om stroom op te wekken. Ook moederbedrijf SANKO Group draagt bij aan het milieu door investering in duurzame energie, zoals water- en windenergie.

## Producten

### Ontwikkeling

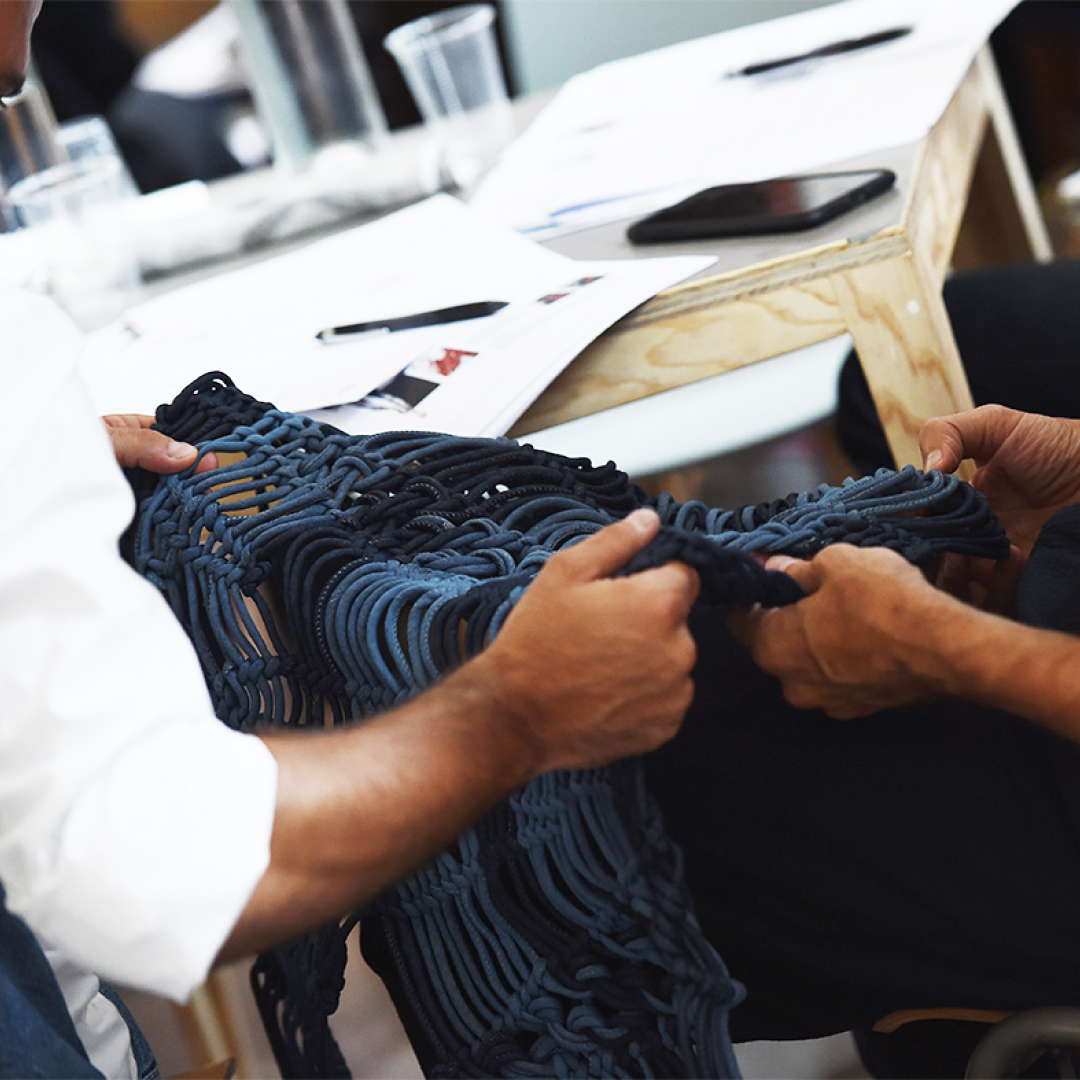
ISKOOL, een internationaal creatief project voor studenten

ISKO is continu bezig met het ontwikkelen van nieuwe stoffen en technieken. Begin 2019 zei het bedrijf 25.000 producten te hebben ontwikkeld. Bij het ontwikkelen van nieuwe producten wordt gekeken naar opkomende trends om zo een stap voor te blijven op de markt. Dit is volgens ISKO essentieel om zo goed mogelijk samen te kunnen werken met designers. Er zijn verschillende internationale afdelingen werkzaam voor het ontwikkelen van nieuwe producten. Zo heeft het drie centers voor het optimaliseren van designs:
- ISKOTECA: een gespecialiseerd onderzoekscentrum, waar ook alle 25.000 concepten van ISKO zijn tentoongesteld. Hier worden onder andere nieuwe behandelingen en afwerkingen voor de stoffen ontwikkeld. Deze afdeling is gevestigd in San Benedetto del Tronto, Italië.
- CREATIVE ROOM: het design en onderzoekscentrum voor onder andere mode, jeans en sportkleding. De CREATIVE ROOM is gevestigd in Castelfranco, Veneto, Italië.
- CREATIVE ROOM: in deze vestiging ligt een speciale focus op retail trends, wasbehandelingen en accessoires. De vestiging heeft afdelingen die gespecialiseerd in biologie, chemie en fysica. Ook bevat het een groot archief met samples. Dit centrum is in 2014 geopend in Istanbul, Turkije en was daarmee het eerste onderzoekscentrum in textiel dat gecertificeerd is door de overheid.

Ook wordt het project I-SKOOL door ISKO georganiseerd met ondersteuning van de Creative Room. Dit is een educatief project, waar verschillende internationale scholen aan meedoen. Bij I-SKOOL worden studenten van fashion en denim design uitgedaagd en geleerd om op een creatieve manier ideeën uit te voeren.

### Gepatenteerde producten

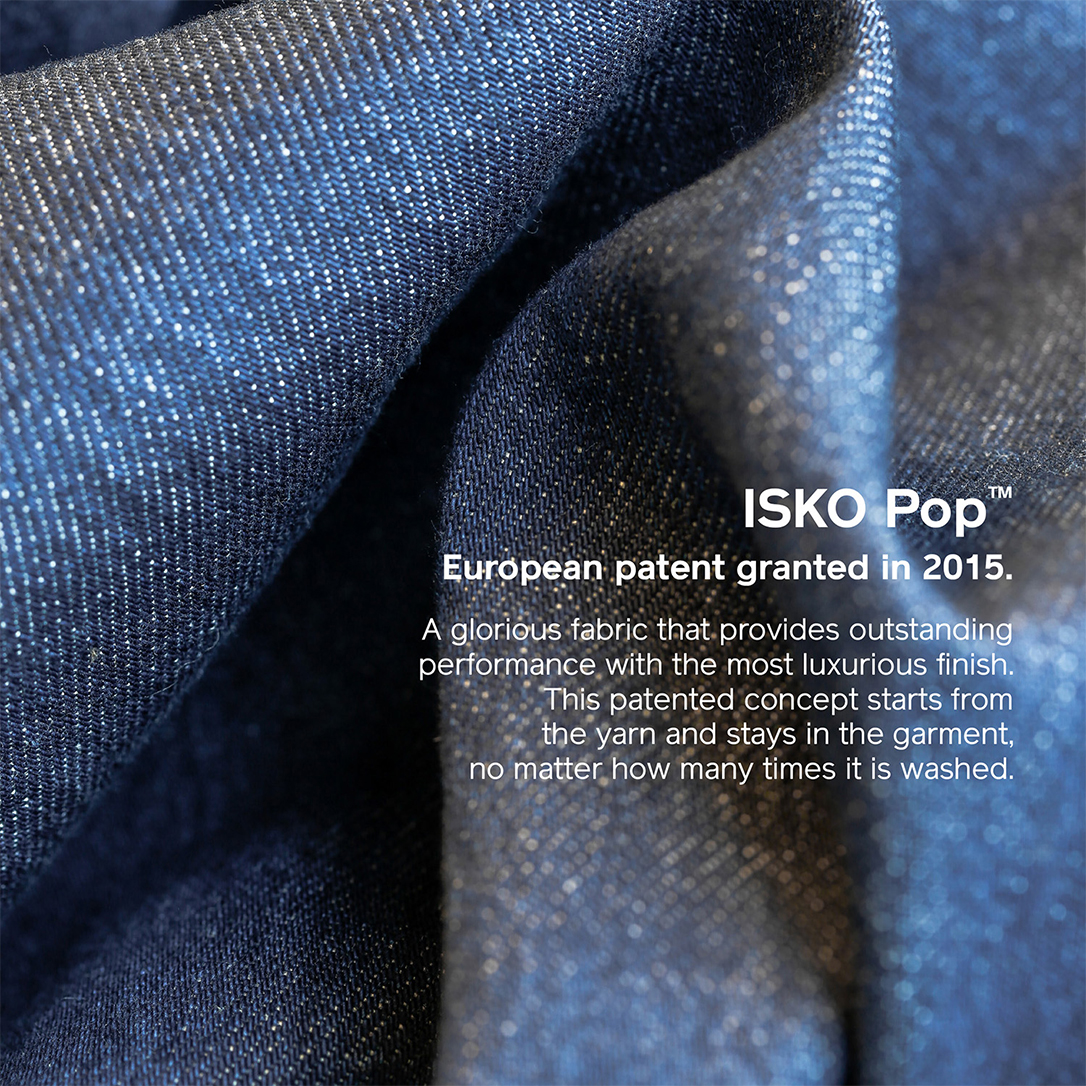
ISKO POP

Volgens ISKO is het belangrijk om continu bezig te zijn met het ontwikkelen van innovatieve concepten op het gebied van textiel en deze op de markt te brengen. Hiermee kunnen steeds nieuwe mogelijkheden worden ontdekt die een bijdrage leveren aan de mode wereldwijd. Doordat ISKO als denimproducent zelf nieuwe technieken en stoffen ontwikkelt, heeft het een groot aantal patenten en handelsmerken op zijn naam staan. Het doel is namelijk om unieke producten te kunnen blijven bieden aan klanten. Een aantal gepatenteerde stoffen die door ISKO ontwikkeld zijn:
- JEGGINGS: Jeggings is een van de meest bekende en innovatieve stoffen in de jeans wereld. Deze stof was erg vernieuwend ten opzichte van bestaande denim, door de elasticiteit die in de textiel verwerkt is. Oorspronkelijk was denim erg hard en stug en bood weinig bewegingsvrijheid. Jeggings biedt deze bewegingsvrijheid wel, maar heeft nog steeds de uitstraling van een spijkerbroek. Hierdoor is de stof erg populair geworden in de modewereld.
- ISKO POP: deze stof is kenmerkend door zijn zachtheid en glans. Door de kleur van de stof, heeft deze een zijde-achtige uitstraling.
- ISKO BLUE SKIN: deze denim stof is vernieuwend doordat de stretch vier kanten op werkt. Deze eigenschap is uniek onder de denimstoffen en zorgt voor extra bewegingsvrijheid.
- ISKO STAY BLACK: bij deze stof is de zwarte kleur niet uitwasbaar, waardoor de jeans langer meegaat.
- ISKO REFORM: deze stof is ontwikkeld om de oorspronkelijke vorm van een jeans behouden te laten blijven, maar wel elasticiteit te bieden. Doordat de broek zijn vorm behoudt tijdens het dragen, hoeft deze ook minder vaak gewassen te worden.

## Samenwerkingen
ISKO werkt samen met een groot aantal merken wereldwijd. Bij veel samenwerkingen ontwikkelt ISKO nieuwe stoffen, technieken en afwerkingen op maat. Hiermee kunnen eindproducten worden gecreëerd die aansluiten bij de identiteit van het merk. Ook wordt vaak meegewerkt aan marketingstrategieën om klanten te ondersteunen. Hierdoor kunnen nieuwe concepten zo goed mogelijk neer worden gezet voor consumenten. Een aantal merken waarmee ISKO samenwerkt zijn Diesel, Replay, Guess, Topman en Esprit.